# ホセ・ルイス・ビジャヌエバ
ホセ・ルイス・ビジャヌエバ・アウマーダ（西: José Luis Villanueva Ahumada、1981年11月5日 - ）は、チリ・サンティアゴ出身の元サッカー選手。現役時代のポジションはFW。
Kリーグ時代の登録名はホセ（ハングル: 호세）。

## 経歴
出場機会のなかったヴァスコ・ダ・ガマから2007年7月にブニョドコルへ移籍。リーグ第15節でデビューし、その試合で先制ゴールをあげ、すぐさまサポーターの信頼を勝ち取った。若いながらも海外経験が豊富であり、ブニョドコルで6ヵ国目のプレーとなった。
チリの公用語であるスペイン語のほかに、ポルトガル語と英語も堪能であるため、ブニョドコルではジーコ監督の言葉を選手に伝える通訳のような役目も担っていた。

## 所属クラブ
- 2001–2003  CDパレスティーノ

2001 → CDテムコ（loan）
2002 → Deportes Ovalle（loan）
- 2004  CDコブレロア
- 2004–2005  ウニベルシダ・カトリカ
- 2005–2006  ラシン・クラブ
- 2006  モナルカス・モレリア
- 2007  蔚山現代FC
- 2008  ヴァスコ・ダ・ガマ
- 2008-2009  FCブニョドコル
- 2010  天津康師傅
- 2011  ウニベルシダ・カトリカ
- 2012  デポルテス・アントファガスタ
- 2012-2013  ボカ・ユニドス
- 2013-2015  マガジャネス

## 代表歴
- チリ代表
  - 2003年8月20日 - A代表初出場 - 中国戦